# Paul Klee
Paul Klee (n. 18 decembrie 1879, Münchenbuchsee lângă Berna, Elveția – d. 29 iunie 1940, Muralto, Elveția) a fost un pictor, desenator și teoretician al artei elvețiene, de naționalitate germană.
A fost membru al grupărilor avangardiste germane, profesor la Bauhaus, îmbinând tendințele moderne în artă într–un desen sintetic, cu linii cromatice îndrăznețe.

## Stil artistic
Subiectele lui Klee acoperă o plajă vastă, mergând de la motive figurative (personaje, peisaje terestre, acvatice și celeste) la forme geometrice sobre și polimorfe (săgeți, cruci, stele, puncte) și la semne grafice (pictograme, hieroglife).
Operele sale, acuarele sau guașe, au un format adesea limitat la dimensiunea unei foi de scris. Uleiurile și pastelurile, pe pânză sau pe hârtie de ziar, sunt de dimensiuni medii și mari.
Originalitatea și extrema diversitate a limbajului tematic, varietatea surselor de inspirație, bogăția desenului și formelor, singularitatea expresiei cromatice, reflecțiile asupra formatului, nenumăratele tehnici mixte și de material indică un inventar artistic prolific.

## Date biografice
Paul Klee își petrece copilăria la Berna. Ezită între o carieră de violonist și una de pictor. În 1900 se înscrie la Academia de Arte Frumoase München și pentru scurtă vreme studiază cu F. von Stuck. În următorii ani călătorește în Italia. Revenind la Berna, cântă în orchestra municipală pentru a se întreține. Paralel, creează îndeosebi acuarele, desene și gravuri.
Între 1905-1906 vizitează Berlinul și expozițiile lui de artă contemporană. La Paris explorează Luvrul, apoi se instalează cu soția, pianistă, la München. Prima sa expoziție la muzeul din Berna este un succes.
În 1911 Klee îi întâlnește pe membrii grupării Der Blaue Reiter și descoperă cubismul. Realizează acuarelele „În carieră” și „Câmp de luptă”.
Călătoria în Tunisia din aprilie 1914 îi revelează culoarea: "Motiv din Hammamet".
La izbucnirea războiului este mobilizat și separat astfel de prietenii săi. Demobilizat în 1918, redactează un eseu despre elementele artei grafice, pictează acuarele și desenează. În 1920 publică scrierile teoretice; îi sunt consacrate monografii, iar Galeria Goltz din München îi expune operele, printre care "Cacademoniaque", "Îngeri colorați", "Sub steaua neagră". În noiembrie 1920 Gropius îl invită să predea la Bauhaus; Klee se instalează la Weimar. Lucrează plecând de la motive liniare trasate cu riga: "Înlănțuire", "Graatie e cristal", "Castel în Spania", "Eros" - unde menține neregularitatea ductului tras cu mâna nesprijinită "Peisaj cu copil".
După o călătorie în Sicilia, în 1924, asociază pedagogia și activitatea creatoare. Între 1926 și 1931 călătorește în Europa și Egipt. În 1931 acceptă o catedră de tehnică picturală la Academia din Düsseldorf.
Klee suferă de sclerodermie, crizele devenind mai frecvente. Angoasa îi cuprinde operele: "Teama".
Al doilea război mondial și apropierea morții îi inspiră: "Explozie de teamă III", "Înger încă feminin" și "Moartea și focul".

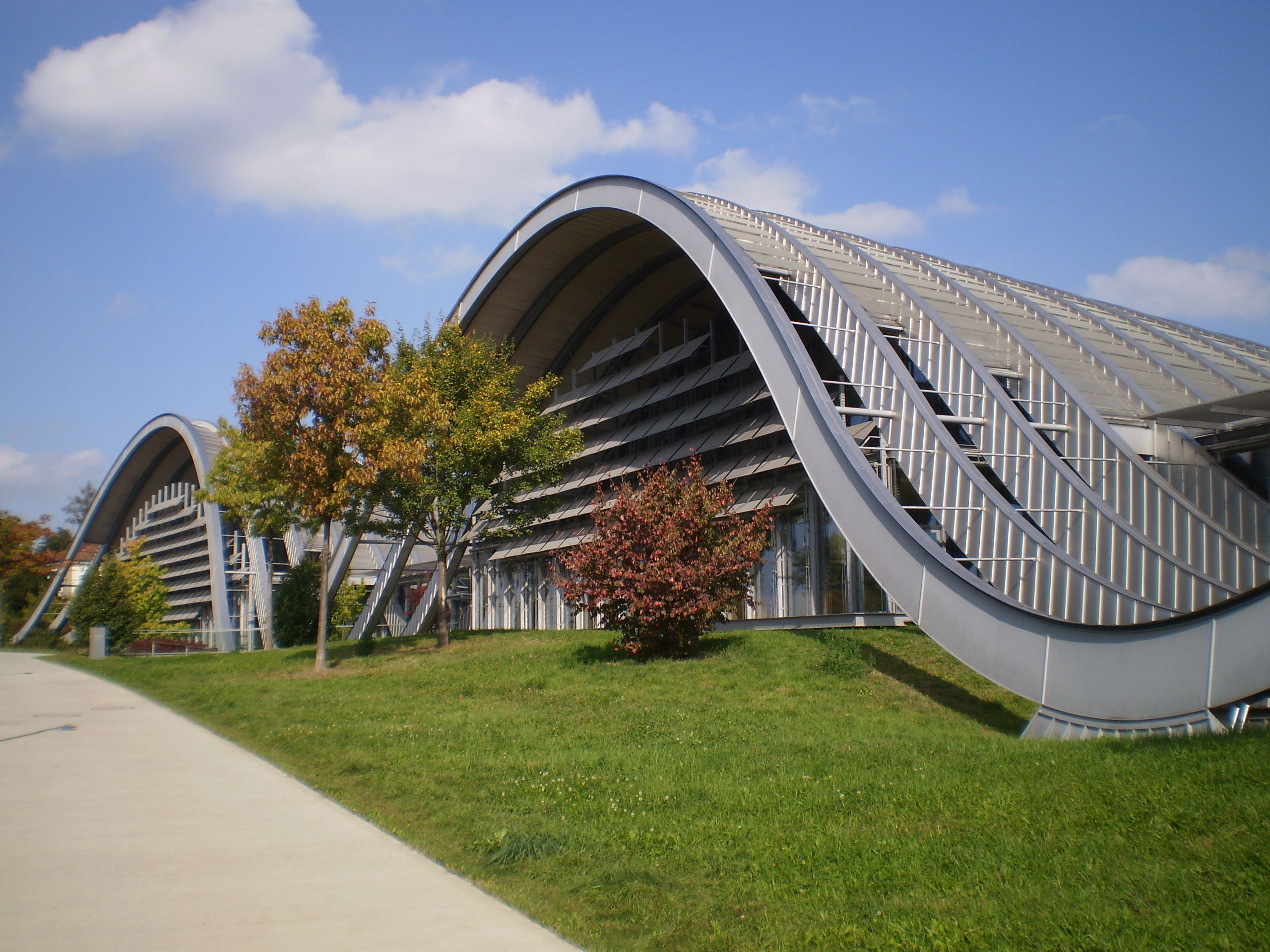
Centrul "Paul Klee", Berna

Fundația P. Klee, creată în 1946, a depus operele artistului la Centrul Paul Klee din Berna în 1952.

## Familie
Soția (din 1906) - pianista Lily Klee (nee Caroline Stumpf). Cuplul avea un fiu - Felix, autorul cărții cu titlul „Paul Klee”.

## Galerie

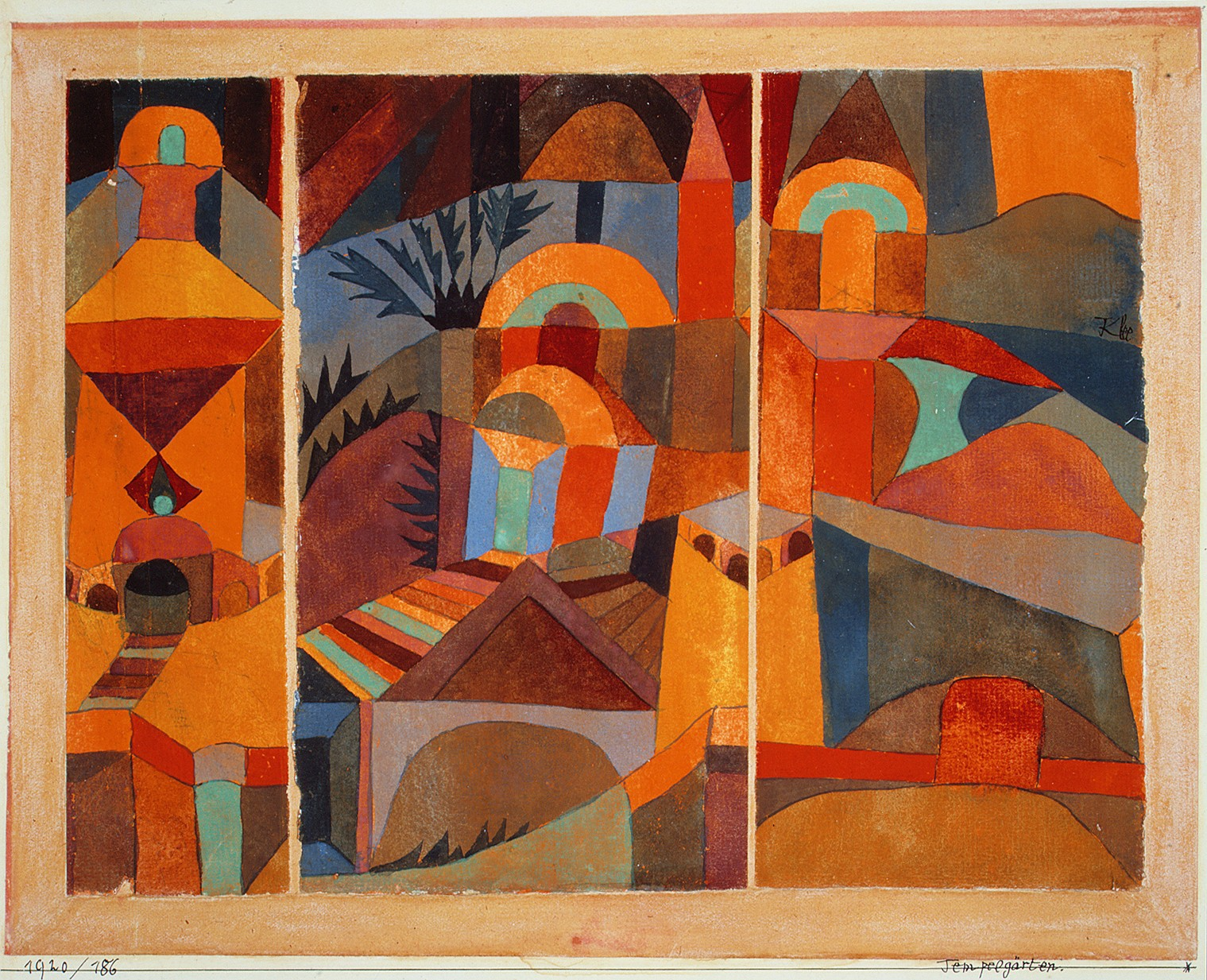
Temple cu grădini.1920
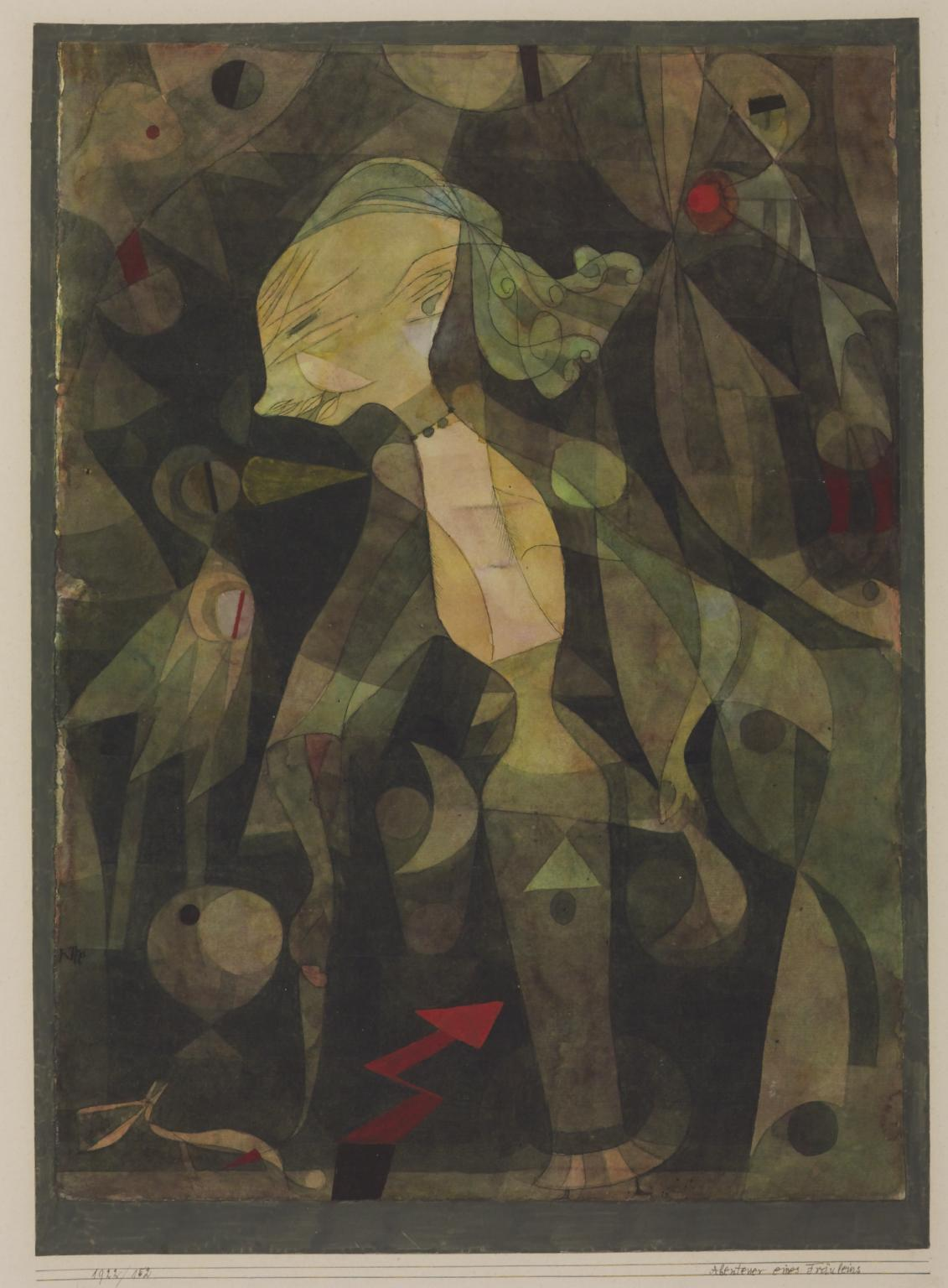
Aventura tinerei doamne.1921
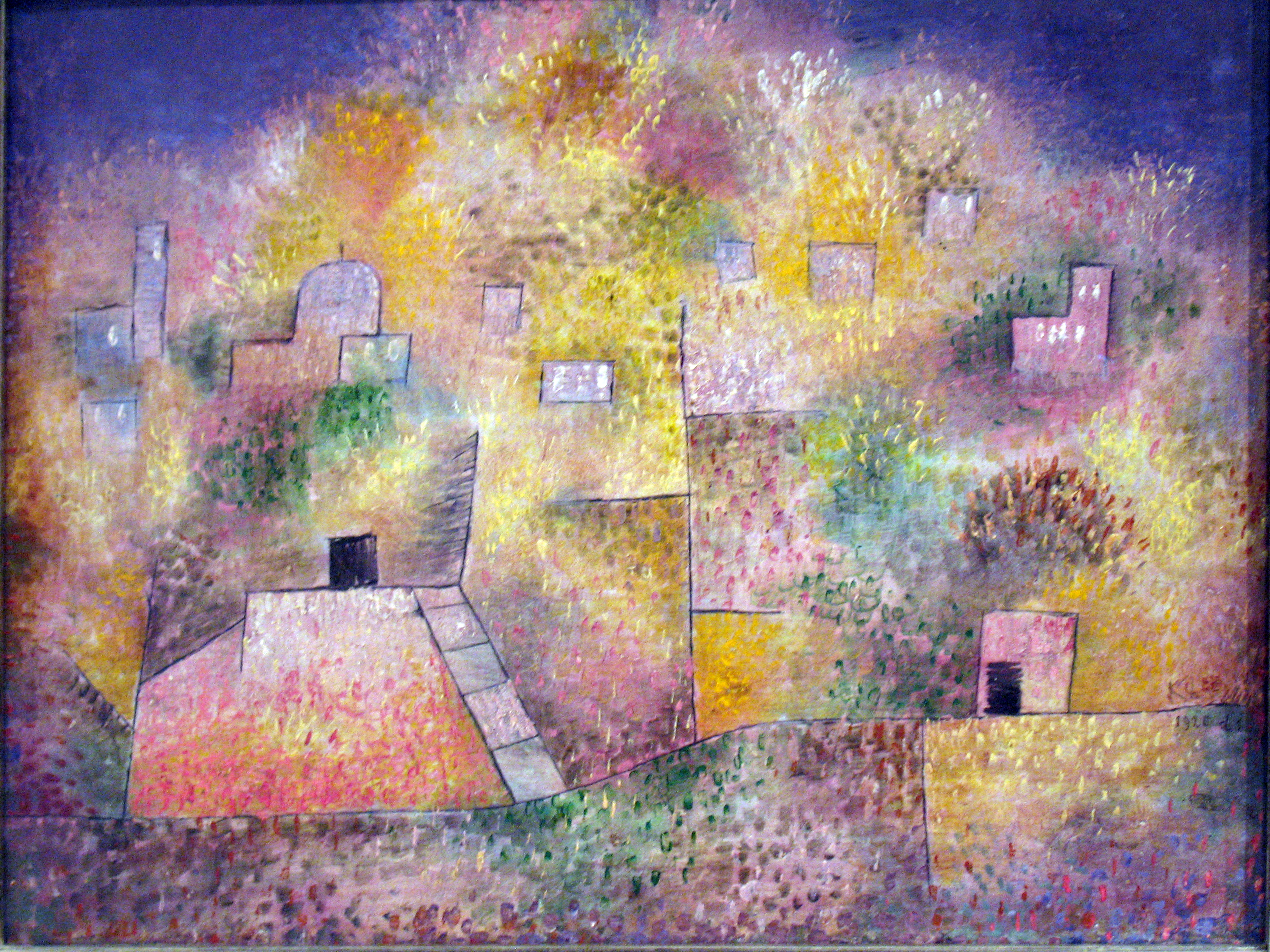
Grădina orientală a plăcerilor.1925
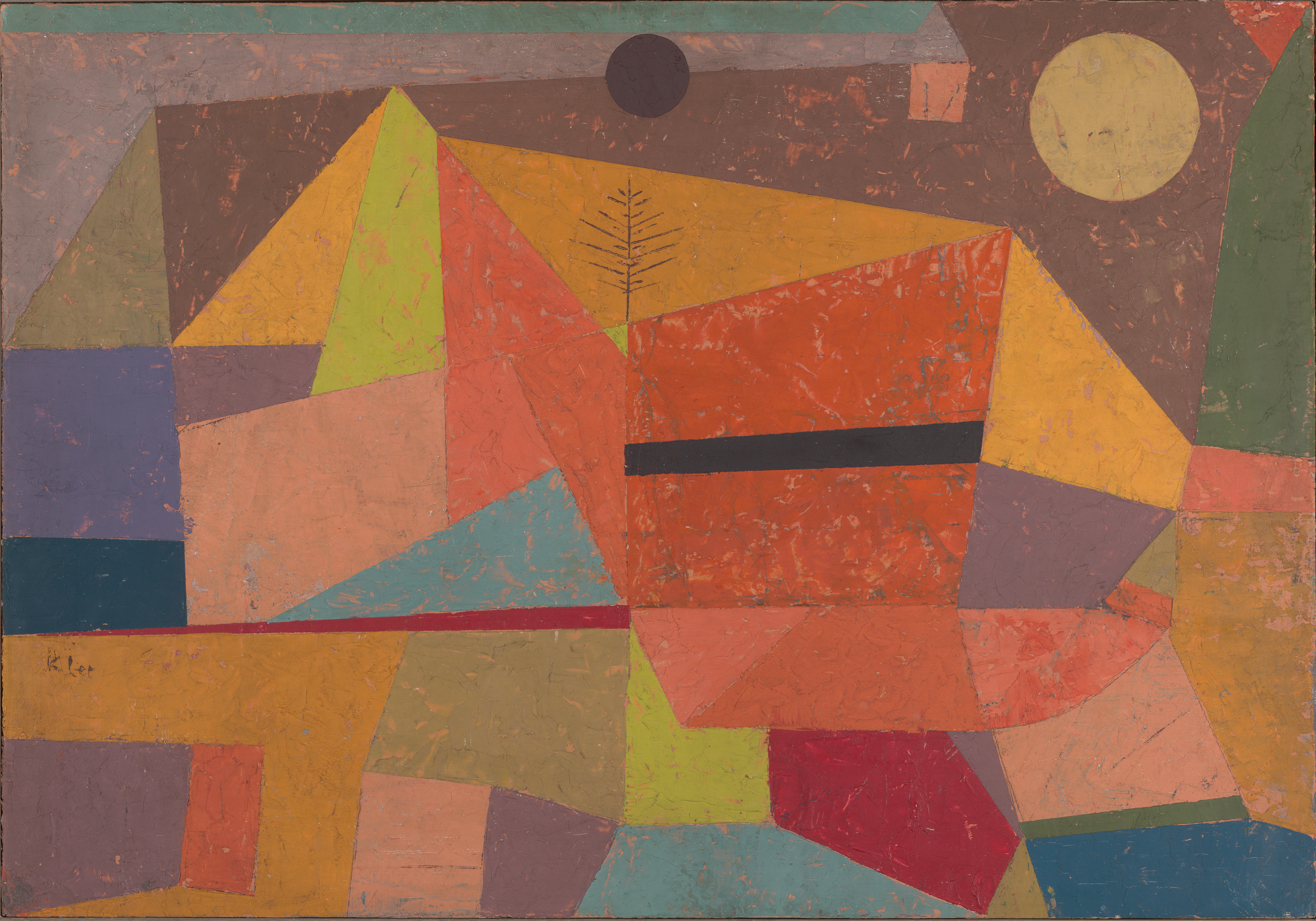
Peisaj de munte.1929